# Allium ursinum

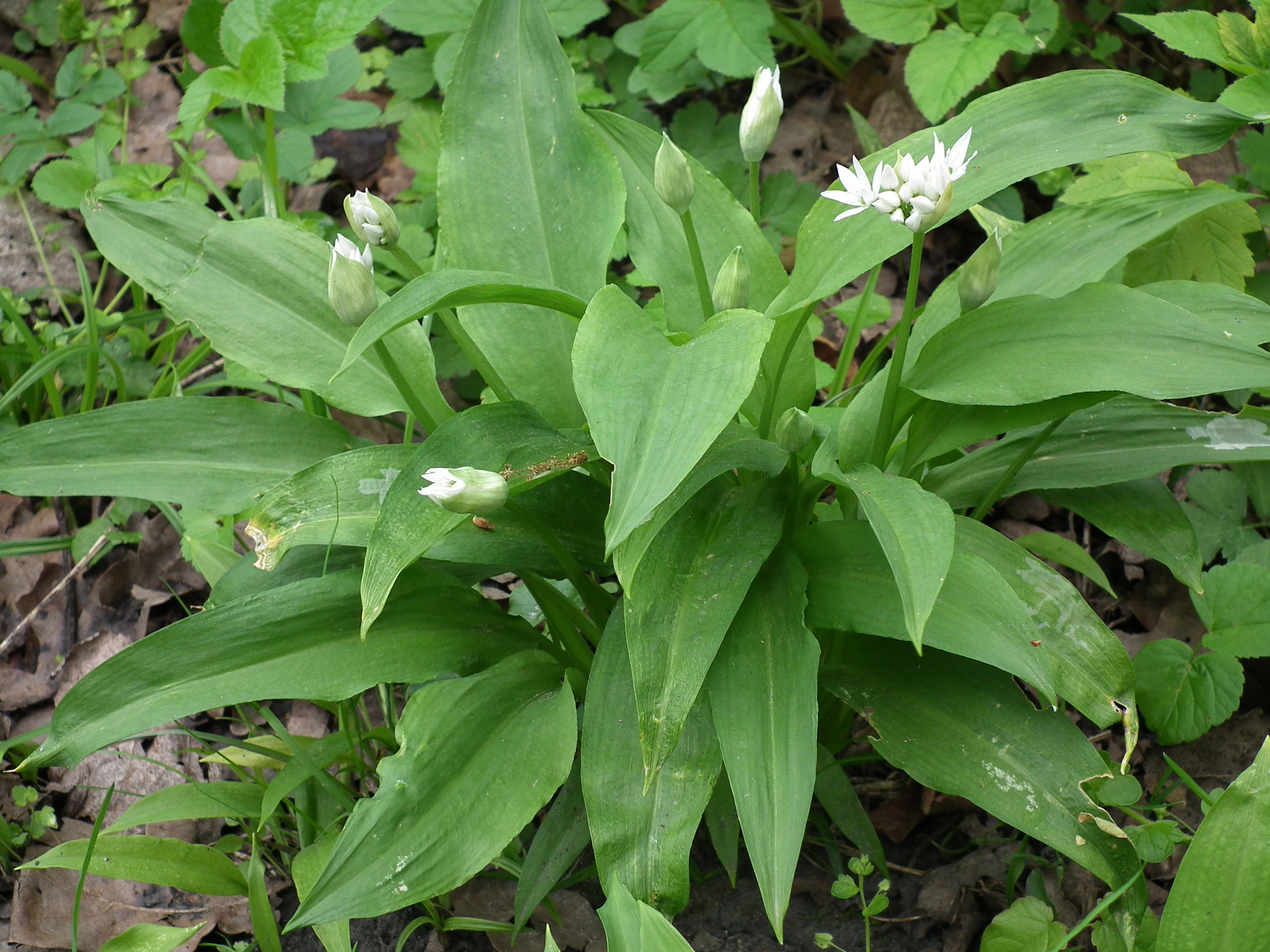
Ajo de oso.

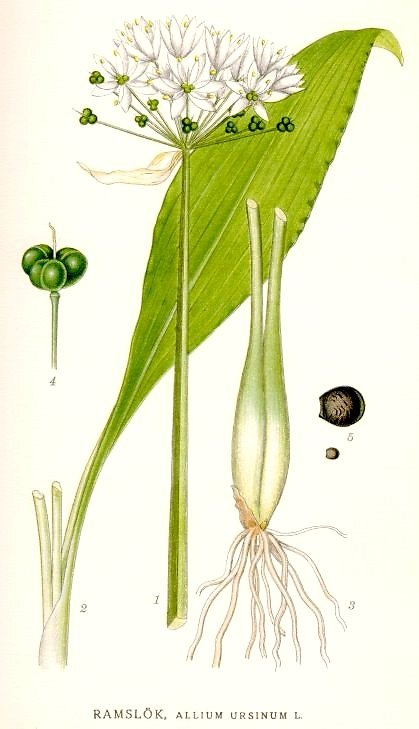
Ilustración

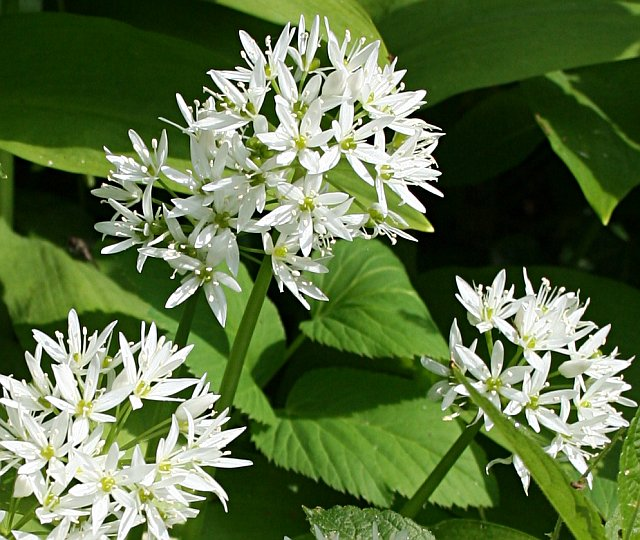
Inflorescencia

El ajo de oso (Allium ursinum) es una especie de planta bulbosa y herbácea perteneciente a la familia de las amarilidáceas, y que se considera medicinal y comestible. Su fuerte olor recuerda inevitablemente al de su pariente, el ajo común. El uso culinario se centra en ensaladas de hoja, pestos y majadas, en los que se incluye para aportar un ligero sabor aliáceo. En cuanto a su uso farmacológico, destacan sus efectos depurativos si se consume, o bien para curar forúnculos y abscesos si se aplica sobre la piel.

## Descripción
Es una planta perenne que alcanza los 30 cm de altura. Con un pequeño bulbo del que surgen las hojas basales, pecioladas, elípticas y brillantes y el pedúnculo de una densa umbela. Sus largas hojas tienen un gran parecido al de la convalaria. Desprende un notable olor aliáceo. Las flores son de color blanco y se producen en umbelas sostenida por un escapo de sección triangular que alcanza los 30 cm de altura. 
Es de las primeras plantas que surgen en el bosque frío al inicio de la primavera, y florece entre abril y junio. Una vez florecido, pierde gran parte de su aroma y efectividad medicinal.

## Hábitat

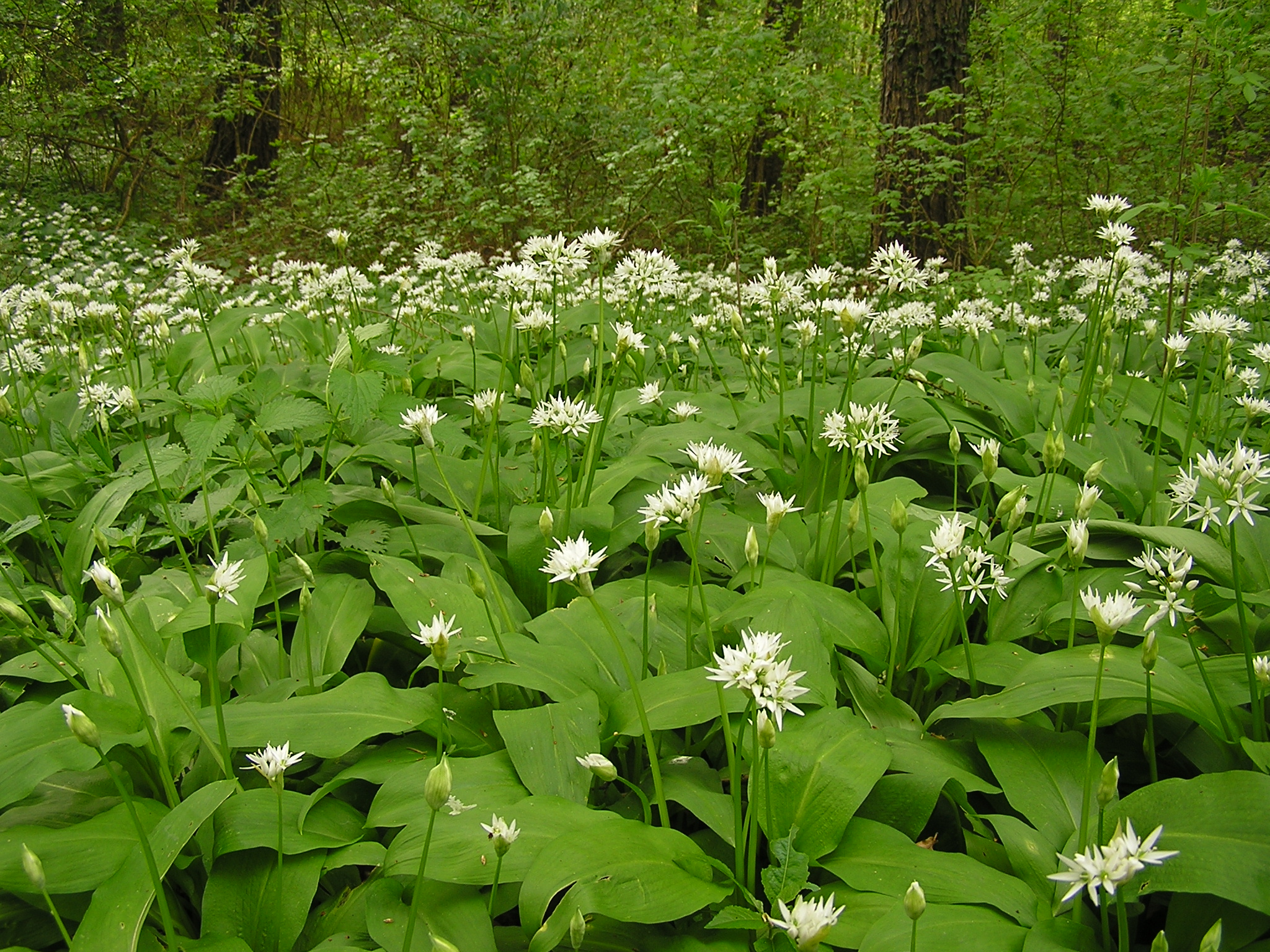
Extensión de ajo de los osos en un bosque.

El ajo de los osos se extiende por los bosques caducifolios de Eurasia. En la península ibérica, se puede encontrar silvestre en la zona norte (la España verde). 
No le gusta el sol directo. Crece abundantemente y de forma espontánea en terrenos húmedos y fríos, como cauces de ríos. No le gusta el clima de montaña, por lo que su hábitat se limita a llanuras y zonas submontañosas (piedemontes). Cuando se dan las condiciones ideales, el ajo de oso se propaga rápidamente invadiendo todo el sotobosque.

## Farmacología
Se considera planta medicinal porque tiene diversas propiedades beneficiosas. Por ejemplo, es un potente antihelmíntico (vermífugo), igual que el ajo común. Su cosecha se da durante la primavera, cuando sus hojas están tiernas, hasta inicios del verano. Se aprovechan todas las partes de la planta. Al ser un excelente depurativo natural, es una planta primordial para las curas o depuraciones primaverales.
Se recomienda para presión arterial alta puesto que es hipotensor. Asimismo tiene efectos coleréticos, es decir, que favorece la producción de bilis, diuréticos, antisépticos y estimulantes. Estas propiedades las comparte con las especies del género Allium, como el ajo común.
El ajo del oso es efectivo para paliar los síntomas de las enfermedades crónicas de la piel, las diarreas agudas o crónicas, los trastornos cardiacos o el insomnio, causados por el estómago.

### Modo de empleo
Las hojas se dejan secar a la sombra, y los bulbos al sol. Luego se conservan fácilmente en bolsas o frascos. El herbólogo italiano Aldo Poletti, en su libro Plantas y flores medicinales (1979), recomienda los siguientes modos de empleo:
- Infusión: se infusiona una cucharada de hojas secas desmenuzadas en una taza de agua hirviendo durante un cuarto de hora, entre tres y cuatro tomas diarias para eliminar erupciones cutáneas y para estimular la diuresis.
- Tintura: se maceran 10 g de hojas secas y 10 g de bulbos (ambos desmenuzados) en 80 g de alcohol 70°. Pasados diez días, se cuela y se conserva en frasco hermético. Con cuentagotas, se toman 10-15 gotas diluidas en cualquier tisana después de las comidas.
- Hoja fresca, uso externo: se machacan las hojas y se aplican en cataplasmas sobre forúnculos o abcesos. Todas las partes verdes de la planta, aplicadas sobre la piel, son rubefacientes.
- Hoja fresca, uso interno: se pueden incluir las hojas en cualquier ensalada. Un consumo por más de veinte días seguidos es una excelente práctica de depuración y desintoxicación

## Taxonomía
Allium ursinum fue descrita por L.)  y publicado en Species Plantarum 1753.
Etimología
Allium: nombre genérico muy antiguo. Las plantas de este género eran conocidos tanto por los romanos como por los griegos. Sin embargo, parece que el término tiene un origen celta y significa 'quemar', en referencia al fuerte olor acre de la planta. Uno de los primeros en utilizar este nombre para fines botánicos fue el naturalista francés Joseph Pitton de Tournefort (1656-1708).
ursinum: epíteto latino que significa 'del oso'.
Sinonimia
subsp. ursinum
- Aglitheis ursina Raf.
- Allium nemorale Salisb. nom. illeg.
- Allium petiolatum Lam. nom. illeg.
- Allium ursinum L.
- Cepa ursina (L.) Bernh.
- Geboscon ursinum (L.) Raf.
- Hylogeton ursinum (L.) Salisb.
- Moly latifolium Gray
- Ophioscorodon ursinum (L.) Wallr.

subsp. ucrainicum Kleopow & Oxner
- Allium ucrainicum (Kleopow & Oxner) Bordz.
- Allium ursinum var. ucrainicum (Kleopow & Oxner) Soó

## Denominación popular
El nombre común de esta planta es «ajo de oso», «ajo de osos» o «ajo de los osos». Se le ha dado este nombre porque, al ser una de las primeras hojas verdes en crecer tras el invierno, suele ser lo primero que come el oso pardo europeo tras su temporada de hibernación.